# بدفورد هیلز (ویرجینیا)
بدفورد هیلز (به انگلیسی: Bedford Hills) یک منطقهٔ مسکونی در ایالات متحده آمریکا است که در شهرستان البمارل، ویرجینیا واقع شده‌است.